# باول نجوين
باول نجوين هو صحفي ومخرج كندي، ولد في 23 فبراير 1980 في تورونتو في كندا.

## وصلات خارجية
- باول نجوين على موقع IMDb (الإنجليزية)